# Нажерово (Ивановская область)
Нажерово — село Ильинского района Ивановской области России, входит в состав Ивашевского сельского поселения.

## География
Расположено в 16 км на север от центра поселения села Ивашево и в 23 км на северо-восток от райцентра посёлка Ильинское-Хованское.

## История
Каменная одноглавая церковь во имя Рождества Пресв. Богородицы, Архангела Михаила и св. благовер. князя Александра Невского была построена в 1849 году князем Шаховским вместо разрушенной деревянной. Отдельно стоящая колокольня сооружена прихожанами в 1862 году.
В конце XIX — начале XX село являлось центром Нажеровской волости Ростовского уезда Ярославской губернии. 
С 1929 года село входило в состав Сидоровского сельсовета Ильинского района, в 1946—1960 годах в составе Аньковского района, с 1954 года — центр Нажеровского сельсовета, с 2005 года — в составе Ивашевского сельского поселения.
До 2011 года в селе действовала Нажеровская средняя общеобразовательная школа.

## Население
| 1859 | 1914 | 2010 |
| ---- | ---- | ---- |
| 13   | ↗25  | ↗203 |

## Инфраструктура
В селе имеются дом культуры, фельдшерско-акушерский пункт, отделение почтовой связи.